# Gary Burton
Pour les articles homonymes, voir Burton.
Gary Burton est un vibraphoniste américain, né le 23 janvier 1943 à Anderson, Indiana. L'un des quelques vibraphonistes qui ont marqué de leur créativité l'histoire du jazz, il s'est retiré de la scène en mars 2017 après une tournée d'adieu avec son pianiste et collaborateur de longue date Makoto Ozone,.

## Biographie

### L'enfance
Gary Burton grandit à Anderson aux États-Unis, où il apprend à jouer du vibraphone et du marimba en autodidacte à partir de 6 ans. Il développe dès l'âge de 8 ans une technique à quatre baguettes. Encouragé par ses parents, il se produit en public. À 13 ans il découvre le jazz qui va l'orienter définitivement vers son métier de musicien professionnel.

### Les débuts
En 1960, il arrive à Nashville, où il rencontre des artistes comme Hank Ballard, Chet Atkins et les Stars de Nashville avec lesquelles il enregistre un album pour le Newport Jazz Festival.
Grâce à Chet Atkins, il signe un contrat avec le studio d'enregistrement RCA avec lequel il commercialise ses premiers albums jusqu'en 1970. Alors qu'il est toujours étudiant au Berklee College of Music de Boston, il sort son premier disque solo : New Vibe Man in Town (1961). En 1962 il enregistre Who is Gary Burton ? qui le présente au grand public.
En 1962 il met un terme à ses études et rejoint pendant une année le quintet du pianiste George Shearing, avec qui il enregistre un album de ses compositions : Out of the Woods. En 1964, il rejoint le groupe de Stan Getz, en compagnie duquel il se fait remarquer en Europe pour sa virtuosité.

### Le succès
En 1966, il retourne à Nashville pour enregistrer Tennessee Firebird, un mélange de jazz et de country, puis en 1967 Duster considéré comme l'un des premiers albums de jazz-fusion,.
Il est depuis 1971 enseignant au Berklee College of Music de Boston, dont il devient directeur en 1995. Il prend sa retraite en 2004, constitue un groupe intitulé « Generation » qui sert à promouvoir les jeunes talents du jazz.
Depuis 1970, Gary Burton continue de publier des albums en solo, duo ou quartet. Il multiplie ses expériences dans différents genres et sous-genres jazz. Il est considéré comme un des plus grands vibraphonistes de l'histoire du jazz.
Il annonce sa retraite en tant que musicien en 2017,.

## Collaborations
Tout au long de sa carrière Gary Burton enregistre plusieurs albums avec d'autres célèbres stars du jazz, ou avec son quartet, dans des collaborations souvent marquantes.

### Gary Burton Quartet
Aux origines le Gary Burton Quartet est composé de :
- Gary Burton (vibraphone)
- Larry Coryell (guitare)
- Steve Swallow (guitare basse)
- Bob Moses (batterie)

Le premier album publié sous le nom de « Gary Burton Quartet » date de 1968 (enregistré en 1967).
Aujourd'hui le Gary Burton Quartet, renommé « The new Gary Burton Quartet », est sous le label Mack Avenue.
Il est composé de :
- Gary burton (vibraphone)
- Pat Metheny (guitare)
- Steve Swallow (guitare basse)
- Antonio Sánchez (batterie)

Ils sortent Quartet Live (2009), Common Ground (2011) et Guided Tour (2013).

### Avec Keith Jarrett
C'est au début des années 1970 que Gary Burton collabore avec Keith Jarrett. Il enregistre avec lui un album : Gary Burton and Keith Jarrett (enregistré en 1970, sorti en 1971).

### Avec Chick Corea

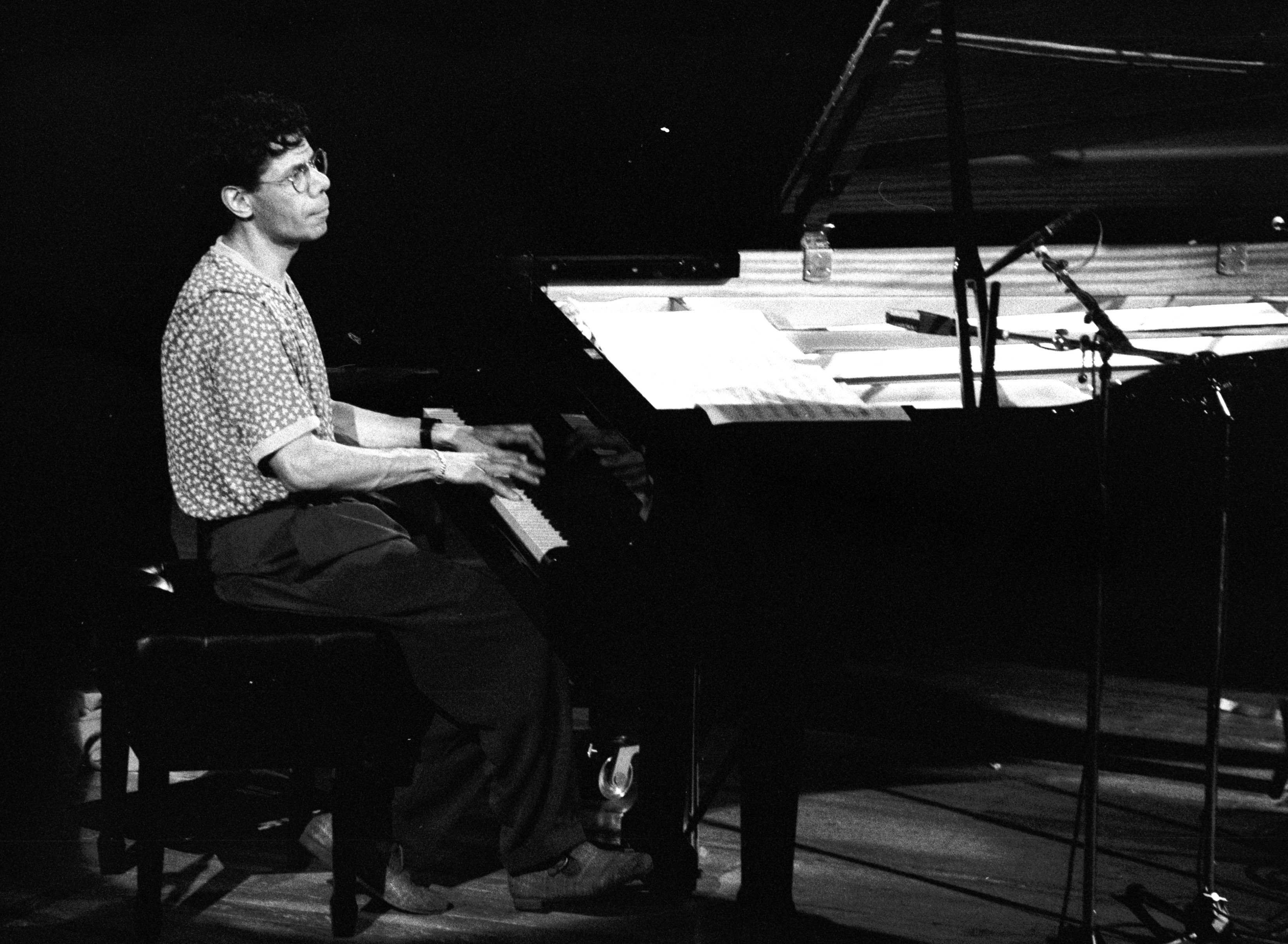
Chick Corea en 1992

Depuis plus de 40 ans, Gary Burton et le pianiste Chick Corea entretiennent une solide amitié.
Ils enregistrent ensemble Crystal Silence (1972), Duet (1979), album qui connaît un grand succès public et critique (Grammy Award de la meilleure performance individuelle ou en groupe de jazz, voir aussi la critique de Scott Yanow), Native Sense: The New Duets (1997), The New Crystal Silence en 2008 (Grammy Award du meilleur album de jazz instrumental), et Hot House (2012).
Ils se produisent également de nombreuses fois en concert. L'album In concert, Zurich, October 28, 1979 est récompensé d'un Award et est apprécié du public.

### Avec Pat Metheny
La collaboration entre Gary Burton et Pat Metheny est un énorme succès, leur album Reunion, enregistré en 1989 et commercialisé en 1990, est très bien accueilli par le public, il reçoit une bonne critique et se classe 1er au Top des meilleurs albums Jazz de l'année 1990. En 2009, Gary Burton rejoue avec Pat Metheny dans Quartet Live.

### Autres collaborations
- 1960 : Avec Chet Atkins (After the Riot at Newport)
- 1962 : Avec Bob Brookmeyer (Bob Brookmeyer and friends)
- Dès 1996 : Avec le pianiste Danilo Pérez (2001 : For Hamp, Red, Bags, And Call[18],[19]).
- Dès 1989 : Avec Astor Piazzolla (1989 : The New Tango[20],[21]).
- 2002 : Avec Makoto Ozone, (Virtuosi)
- 2007 : Avec Ahmad Jamal.
- Autres Collaborations voir[22]

## Technique
Tout au long de sa carrière, Gary Burton utilise et invente même différentes techniques de jeu pour le vibraphone. Il a une telle importance dans l'histoire du vibraphone que son domaine d'influence ne se limite pas qu'au jazz mais à tout l'instrument.
À partir de 1965, Gary Burton s'inspire des pianistes et guitaristes pour jouer du vibraphone ; il développe une technique jusqu'alors inédite en 4 baguettes, avec des accords et des harmonies qui lui permettront de réaliser des prestations en solo (dès 1970). Le vibraphone devient ainsi un instrument soliste, ou accompagnateur d'un instrument mélodique (comme la trompette ou le saxophone).

### La poignée de Burton
Gary Burton est l'un des grands innovateurs dans la technique du vibraphone à 4 baguettes, il développe sa propre tenue connue sous le nom de « poignée de Burton » ou de « Tenue ou Grip Gary Burton », aujourd'hui la plus utilisée. La tenue Burton permet de jouer les lignes mélodiques avec la baguette intérieure gauche et la baguette extérieure droite.
Aujourd'hui la marque VicFirth commercialise des baguettes pour vibraphone signées Gary Burton.

### L'effet Wouh
C'est l'effet qui consiste à jouer la note au vibraphone et à la faire descendre d'1/4 de ton. Gary Burton l'utilise dans un grand nombre de ses albums (voir Crystal Silence).

## Style
Si Gary Burton touche à plusieurs styles musicaux, il ne s'éloigne jamais beaucoup du jazz.

### Dans le jazz
Durant sa carrière, Gary Burton approche plusieurs sous-genres du jazz comme le Third Stream, le jazz fusion ou encore le Post-bop.

#### Third Stream
Gary Burton joue et enregistre aussi des albums de Third Stream (mélangeant le jazz et la musique classique) : en 1968, A Genuine Tong Funeral, et en 1974, Hotel Hello.

#### Jazz fusion
Si le trompettiste Miles Davis est aujourd'hui considéré comme un des acteurs majeurs de la naissance du jazz fusion, Gary Burton aide beaucoup à la naissance de ce courant et à son développement. En 1967, il enregistre et commercialise Duster considéré comme un des premiers albums de jazz fusion,.

#### Post-bop
Cette période post-bop moderne comprend les albums Ring (1974), Matchbook et Dreams So Real (1975), Passengers (1976), Times Square (1978) et Duet (avec Chick Corea) en 1979.

### Dans le classique
Gary Burton joue également des pièces de musique de chambre : en 1974, il publie Seven Songs for Quartet and Chamber Orchestra, composé par Michael Gibbs. En 2002, sort l'album Virtuosi, en duo avec le japonais Makoto Ozone, sur lequel on trouve une série de variations sur des pièces classiques de Johannes Brahms, Domenico Scarlatti, Maurice Ravel et Samuel Barber.

## Récompenses
Durant toute sa carrière, Gary Burton accumule différentes récompenses et considérations du public.
- 1968 : nommé « Jazzman de l'année » par le magazine Down Beat[26].
- 1972 : meilleure performance individuelle de Jazz pour Alone At Last.
- 1979 : meilleure performance individuelle ou en groupe de jazz pour Duet avec Chick Corea.
- 1981 : performance individuelle ou en groupe de jazz pour Chick Corea and Gary Burton in Concert (Zurich, le 28 octobre 1979)
- 1998 : meilleure performance individuelle de Jazz pour Rhumbata
- 1999 : meilleure performance individuelle ou en groupe de jazz pour Like Minds
- 2008 : meilleur album de jazz instrumental pour The New Crystal Silence avec Chick Corea.

## Influences

### Artistes ayant influencé Gary Burton
- Bill Evans
- Lionel Hampton
- Ahmad Jamal
- Astor Piazzolla
- Bobby Hutcherson
- Cal Tjader
- McCoy Tyner
- Milt Jackson
- Red Norvo
- Walt Dickerson[27]

### Artistes ayant été influencés par Gary Burton
- Bill Frisell
- Bill Ware
- Dave Samuels
- Gregg Bendian
- Jay Hoggard
- Jean-Baptiste Boclé
- Joe Locke
- Kevin Norton
- Makoto Ozone
- Matthias Lupri
- Pat Metheny
- Stefon Harris[27]

## Discographie
- 1960 : After the Riot at Newport
- 1961 : New Vibe Man in Town (RCA)
- 1962 : Who is Gary Burton ? (RCA)
- 1963 : 3 in Jazz (RCA)
  - Something's Coming! (RCA)
- 1964 : The Groovy Sound of Music (RCA)
- 1966 : The Time Machine (RCA)
  - Tennessee Firebird
- 1967 : Duster (RCA)
  - Lofty Fake Anagram (RCA)
- 1968 : A Genuine Tong Funeral (RCA), compositions de Carla Bley
  - Gary Burton Quartet in Concert Live (RCA)
  - Country Roads and Other Places (RCA)
- 1969 : Throb (Atlantic, 1969)
- 1970 : Good Vibes (Atlantic)
  - Paris Encounter (Atlantic)
  - Gary Burton and Keith Jarrett (Atlantic)
- 1971 : Live in Tokyo (Atlantic)
  - Alone at Last (Atlantic)
- 1972 : Crystal Silence (ECM) avec Chick Corea
- 1973 : The New Quartet (ECM)
- 1974 : Seven Songs for Quartet and Chamber Orchestra (ECM), musique de Michael Gibbs
  - Hotel Hello (ECM) avec Steve Swallow
  - Ring (ECM) avec Eberhard Weber
  - Matchbook (ECM) avec Ralph Towner
- 1975 : Dreams So Real (ECM) musique de Carla Bley
- 1976 : Passengers (ECM) avec Eberhard Weber
- 1978 : Times Square (ECM)
- 1979 : Duet (ECM) avec Chick Corea
- 1980 : Easy as pie (ECM)
  - In Concert, Zürich, October 28, 1979 (ECM) avec Chick Corea
  - Lyric Suite for Sextet (en) (ECM) avec Chick Corea
- 1982 : Picture This (ECM)
- 1984 : Real life hits (ECM)
- 1985 : Gary Burton and the Berklee All-Stars (JVC)
- 1986 : Whiz kids (ECM)
  - Slide Show (ECM) avec Ralph Towner
- 1988 : Times Like These (GRP)
  - The New Tango avec Astor Piazzolla
- 1989 : Reunion (GRP) avec Pat Metheny, Will Lee, Peter Erskine, Mitchel Forman
- 1990 : Right Time, Right Place (GNP Crescendo)
- 1991 : Cool Nights (GRP)
- 1992 : Six Pack (GRP)
- 1993 : It's Another Day (GRP)
- 1994 : Face to Face (GRP)
- 1996 : Live in Cannes (Jazz World)
  - Astor Piazzolla Reunion: A Tango Excursion (Concord Jazz)
- 1997 : Departure (Concord Jazz)
- 1997 : Native Sense: The New Duets
- 1998 : Like Minds (en), avec Chick Corea, Pat Metheny, Roy Haynes et Dave Holland
- 2000 : Libertango: The Music of Ástor Piazzolla (Concord Jazz)
- 2001 : For Hamp, Red, Bags, and Call (Concord Jazz)
- 2002 : Virtuosi (Concord)
- 2003 : Music of Duke Ellington (LRC Ltd)
- 2004 : Generations (Concord Jazz)
- 2005 : Next Generation (Concord)
- 2006 : Live in Montreux 2002 (Eagle Eye)
- 2008 : The New Crystal Silence (Concord Jazz) avec Chick Corea
- 2009 : Quartet Live (Concord Records) avec Pat Metheny, Steve Swallow et Antonio Sánchez (The new Gary Burton Quartet)
- 2011 : Common Ground (Mack Avenue Records)
- 2012 : Hot House avec Chick Corea
- 2013 : Guided Tour

### Albums classés
| Album            | Année | Catégorie                    | Position |
| ---------------- | ----- | ---------------------------- | -------- |
| Dreams So Real   | 1976  | Jazz Album                   | 25e      |
| Passengers       | 1977  | Jazz Album                   | 25e      |
| Times Square     | 1978  | Jazz Albums                  | 43e      |
| Easy as Pie      | 1981  | Jazz Albums                  | 38e      |
| Times Like These | 1988  | Top Jazz Albums              | 9e       |
| Reunion          | 1990  | Top Jazz Albums              | 1er      |
| Cool Nights      | 1991  | Top Contemporary Jazz Albums | 9e       |
| Six Pack         | 1992  | Top Contemporary Jazz Albums | 15e      |
| Like Minds       | 1998  | Top Jazz Albums              | 5e       |
| Quartet Live     | 2009  | Top Jazz Albums              | 4e       |
| Common Ground    | 2011  | Jazz Albums                  | 19e      |
| Guided Tour      | 2013  | Jazz Albums                  | 17e      |

### Sur Gary Burton
- Jean-Louis Ginibre, « Gary Burton, le voyageur aux cent bagages », Jazz Magazine, no 151,‎ février 1968, p. 26-32
- Claude Guilhot, « Les grands vibraphonistes », Jazz Hot, no 257,‎ janvier 1970, p. 12-14
- (en) Josef Woodard, « Vibes Mission », Jazz Hot, no 544,‎ octobre 1997, p. 33-36
- (en) Gary Burton, « About Vibes », Jazz Hot, no 544,‎ octobre 1997, p. 37
- Alex Dutilh et Stéphane Ollivier, « Galliano-Burton : lames contre lames », Jazzman, no 139,‎ octobre 2007, p. 34-36

### Par Gary Burton
- Learning to Listen: The Jazz Journey of Gary Burton (2013)